# Trattato di Waitangi
Il trattato di Waitangi (in inglese Treaty of Waitangi, in māori Te Tiriti o Waitangi) è un trattato firmato il 6 febbraio 1840 a Waitangi da William Hobson, rappresentante dell'Impero Britannico, e da circa quaranta capi delle tribù maori dell'Isola del Nord della Nuova Zelanda. È un documento di importanza centrale per la storia e la costituzione politica dello stato della Nuova Zelanda; esso ha definito le relazioni politiche tra il governo della Nuova Zelanda e la popolazione māori.

## Il trattato
Il trattato fu redatto in un momento cruciale, sotto la spinta di una doppia pressione: quella dei coloni britannici intenzionati a fondare una colonia in Nuova Zelanda, e quella di alcuni leader māori interessati alla protezione britannica per contrastare la minaccia delle forze francesi. Il trattato istituisce un governatore britannico della Nuova Zelanda, riconoscendo ai māori il diritto di mantenere le loro terre, foreste e altri beni, e di godere degli stessi diritti dei sudditi britannici. Una volta scritto e tradotto, fu firmato per la prima volta dai leader del Nord a Waitangi il 6 febbraio 1840, e in seguito fatto circolare in diverse zone del paese per raccogliere le firme di altri capi maori. Nei mesi successivi, nonostante l'opposizione manifestata da alcuni leader, le copie del trattato vennero firmate da circa 530-540 māori, di cui almeno tredici donne. In totale vi sono nove copie firmate del Trattato di Waitangi, compresa la prima sottoscritta a Waitangi.
Il testo del trattato, bilingue, con il testo māori tradotto dall'inglese, include un preambolo e tre articoli. L'articolo uno del testo inglese sancisce la sovranità della Corona del Regno Unito sulla Nuova Zelanda. L'articolo due garantisce ai capi firmatari e alle loro tribù il mantenimento delle loro terre, foreste e beni, e concede alla Corona un diritto di prelazione su tutte le terre che i māori desiderano vendere. L'articolo tre conferisce ai popoli māori pieni diritti e tutele come soggetti britannici.
Il testo maori, redatto da missionari britannici conoscitori della lingua Te Reo, non è un'esatta traduzione di quello inglese: le due versioni differiscono anche notevolmente. Le ragioni di questa ambiguità, o della mancata corrispondenza linguistica — responsabile di conseguenti difformità di contenuto e di lettura — sono state variamente interpretate: inesperienza e incompetenza giuridica degli autori del Trattato, scelta intenzionale da parte dei britannici, ingenuità o sottovalutazione delle conseguenze del testo sottoscritto da parte dei maori, o testimonianza della difficoltà, se non impossibilità, di fissare in un testo scritto concetti a cui le culture di riferimento dei contraenti — quella britannica e quella maori — attribuivano significati dissimili. Per quanto riguarda quest'ultimo aspetto, ad esempio, il termine "sovranità" (sovereignity), concetto cruciale e ricorrente nella versione inglese, non aveva un equivalente diretto nel contesto della società māori; nella versione maori del Trattato viene citato il termine rangatiratanga, corrispondente al potere dei capi tribù, che nel testo si prometteva sarebbe stato mantenuto anche dopo l'istituzione del governo britannico. Il termine kawanatanga con cui i redattori del testo tradussero governor, per descrivere i poteri ceduti alla Corona, non aveva per i māori quello stesso significato: le tribù erano indipendenti e guidate da più capi, la società tradizionale māori possedeva forme di leadership e di amministrazione molto diverse dal modello di monarchia centralizzata esistente in Gran Bretagna.
Nei decenni successivi alla firma del trattato i disaccordi sulla sua interpretazione e applicazione culminarono nelle Guerre māori. Nel corso della seconda metà del XIX secolo, i māori persero progressivamente il controllo delle terre che avevano posseduto, alcuni attraverso la vendita legittima, ma più spesso a causa di accordi ingiusti, transazioni dubbie, o a seguito dei sequestri avvenuti dopo le guerre, culminati nella confisca di gran parte delle regioni settentrionali del Waikato e del Taranaki. Nel periodo successivo, il governo neozelandese ignorò per lo più il Trattato e una sentenza del 1877 lo definì addirittura "una nullità".
Nella seconda metà del XX secolo i movimenti di protesta dei māori usarono il Trattato come una piattaforma per la rivendicazione dei loro diritti alla sovranità e per recuperare le terre perdute. Nel 1975 venne istituito il Waitangi Tribunal, una commissione permanente di inchiesta incaricata di indagare sulle violazioni del Trattato da parte della Corona. Nel 1985 il governo neozelandese estese i poteri del Tribunale consentendogli di giudicare ricorsi riguardanti violazioni commesse a partire dal 1840, anno di nascita del Trattato; in breve il numero di rivendicazioni aumentò rapidamente.
Il 25 giugno 2008 un accordo noto come Treelords, firmato dal Parlamento di Wellington, ha assegnato a sette iwi che rappresentano oltre 100.000 persone, 176.000 ettari di foresta nel centro dell'Isola del Nord. Dal 1974 il 6 febbraio viene celebrato il Waitangi Day, la festa nazionale neozelandese per commemorare la firma del trattato.
Dal 1997 il trattato è presente nell'elenco delle memorie del mondo dall'UNESCO.

## Contesto storico

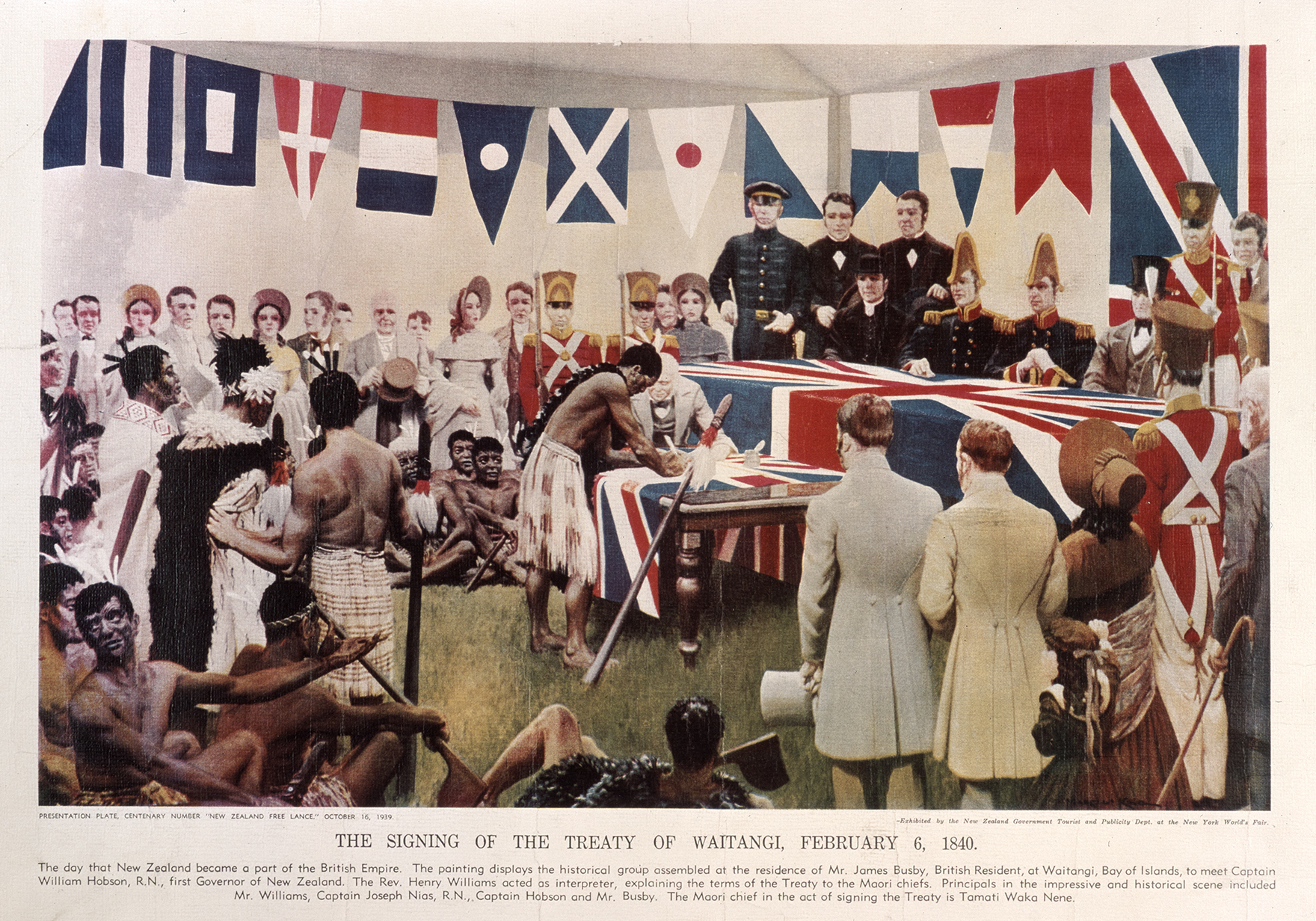
Ricostruzione del 6 febbraio 1840.

Il primo Europeo ad arrivare ed esplorare la Nuova Zelanda fu il navigatore olandese Abel Tasman nel 1642, seguito da James Cook nel 1769, che la trovò abitata dal popolo polinesiano dei Māori, arrivato nel paese nel XIV secolo. Le pesca fu una delle prime attività ad attrarre gli europei in Nuova Zelanda: intorno al 1800 si potevano contare una cinquantina di cacciatori di foche e balene statunitensi e britannici.
Gli scambi avviati tra le popolazioni Māori ed europee furono mutualmente vantaggiosi: le tribù costiere scambiavano lino, legname e patate in cambio di sementi, chiodi, lana, moschetti ed altre tecnologie provenienti dal continente europeo.
Attorno al 1820 si hanno notizie di mercanti integrati nella società Māori: legati in matrimonio con le donne locali potevano godere della protezione dei capi come membri della tribù.
Anche la Francia mostrò interesse nella Nuova Zelanda come possibile colonia, ma il popolo nativo era più propenso ad intraprendere rapporti commerciali con inglesi e statunitensi (considerati cugini degli inglesi): l'esecuzione da parte dei francesi di duecentocinquanta Māori nel 1772, come condanna per l’uccisione dell’esploratore Marion du Fresne e del suo equipaggio, ritenuti colpevoli di aver pescato in un’area proibita secondo le leggi māori, aveva determinato una "profonda diffidenza". A dimostrazione di questo timore, nel 1831 tredici rangatira (capi maggiori) inviarono una lettera al re Guglielmo IV, chiedendo appoggio per la salvaguardia delle loro terre. In risposta venne inviato James Busby con la nomina di British Resident, un rappresentante del governo inglese con funzioni diplomatiche. Lo stesso Busby contribuì alla stesura della Dichiarazione d’Indipendenza della Nuova Zelanda, da lui firmata il 28 ottobre 1835 insieme ad altri trentacinque capi tribù dell’Isola del Nord, membri delle United Tribes of New Zealand (Le Tribù Unite della Nuova Zelanda). Questo documento non fu però ben accolto e visto dall'ufficio coloniale in Gran Bretagna, che riteneva necessaria una nuova politica per la Nuova Zelanda. Venne quindi inviato il capitano William Hobson, incaricato di siglare un accordo con i nativi, al fine di ottenere un controllo completo del paese.

## Il trattato
Al suo arrivo il 29 gennaio 1840 e senza alcuna bozza di documento preparata da avvocati o funzionari dell'ufficio coloniale, Hobson scrisse il suo trattato in quattro giorni con l'aiuto del suo segretario, James Freeman, e di James Busby, nessuno dei quali esperto in questioni di diritto. Il testo subì numerose revisioni e, rendendosi conto che un trattato in inglese non poteva essere compreso, discusso o accettato dai māori, Hobson incaricò il missionario Henry Williams e suo figlio Edward Marsh Williams, più esperti in Te Reo, la lingua māori, di tradurre il documento. Durante l'incontro del 5 febbraio a Waitangi, alla presenza di numerosi capi maori, vennero lette le versioni del trattato nelle due lingue. I capi Māori (rangatira) discussero quindi il Trattato per cinque ore, e si trasferirono presso un fiume nelle vicinanze, dove continuarono le deliberazioni fino a tarda notte. Hobson aveva programmato che la firma avvenisse il 7 febbraio, ma nonostante le diffidenze e le proteste di alcuni rangatira, la mattina del 6 febbraio 1840 circa quaranta capi delle tribù del nord furono pronti a sottoscrivere il trattato.
L'intera questione era tuttavia complicata dal fatto che la società māori si basava su una tradizione orale, e assegnava valore e fiducia alla parola delle persone, nella fattispecie a quanto Hobson e i missionari esposero verbalmente, più che al contenuto scritto del trattato vero e proprio. Pur assicurando l'accuratezza della loro traduzione, i due missionari si trovarono in difficoltà nel realizzare una traduzione letterale. Le credenze e gli atteggiamenti dei māori verso la proprietà e l'uso della terra erano diversi da quelli prevalenti in Gran Bretagna e in Europa. Inoltre, di oltre seicento capi, solo dodici erano in grado di firmare con il proprio nome: tutti gli altri apposero una X o disegnarono parte del proprio moko (tatuaggio facciale personale). Dopo la firma di ognuno, Hobson stringeva loro la mano pronunciando le sue più note parole "He iwi tahi tatou – We are (now) one people", ovvero "Ora siamo un unico popolo".

### Preambolo
La versione inglese dichiara la sovranità della Corona inglese sulle isole e l'istituzione di un governo finalizzato alla tutela della colonizzazione britannica, al mantenimento della pace e dell'ordine interno, alla protezione dei diritti e delle proprietà della popolazione māori.
Nella versione maori viene dichiarato che l'istituzione del nuovo governo britannico manterrà inalterato il rangatiratanga tribale (autonomia o autorità sulla propria area) e la proprietà delle terre māori.
| Inglese | Traduzione |
| --- | --- |
| HER MAJESTY VICTORIA Queen of the United Kingdom of Great Britain and Ireland regarding with Her Royal Favor the Native Chiefs and Tribes of New Zealand and anxious to protect their just Rights and Property and to secure to them the enjoyment of Peace and Good Order has deemed it necessary in consequence of the great number of Her Majesty's Subjects who have already settled in New Zealand and the rapid extension of Emigration both from Europe and Australia which is still in progress to constitute and appoint a functionary properly authorised to treat with the Aborigines of New Zealand for the recognition of Her Majesty's Sovereign authority over the whole or any part of those islands – Her Majesty therefore being desirous to establish a settled form of Civil Government with a view to avert the evil consequences which must result from the absence of the necessary Laws and Institutions alike to the native population and to Her subjects has been graciously pleased to empower and to authorise me William Hobson a Captain in Her Majesty's Royal Navy Consul and Lieutenant-Governor of such parts of New Zealand as may be or hereafter shall be ceded to her Majesty to invite the confederated and independent Chiefs of New Zealand to concur in the following Articles and Conditions. | Sua Maestà Vittoria, Regina del Regno Unito di Gran Bretagna e Irlanda, guardando con regale favore le tribù e i capi nativi della Nuova Zelanda e ansiosa di proteggerne i legittimi diritti e proprietà, nonché di assicurare loro il godimento della pace e del buon ordine ha ritenuto necessario, considerato il gran numero di sudditi di Sua Maestà che si sono già insediati in Nuova Zelanda e al rapido incremento della migrazione sia dall’Europa che dall’Australia, tuttora in atto, di costituire e nominare un funzionario debitamente autorizzato a trattare con gli aborigeni della Nuova Zelanda ai fini di riconoscere l’autorità sovrana di Sua Maestà sulla totalità di codeste isole e su ogni loro parte: Sua Maestà, pertanto, desiderosa di instaurare una forma stabile di governo civile con l’intento di scongiurare le nefaste conseguenze dell’assenza delle necessarie leggi e istituzioni, sia per i popoli nativi che per i suoi sudditi, si compiace di conferire a me, William Hobson, Capitano della Regia Marina di Sua Maestà, Console e Vice Governatore di quelle parti della Nuova Zelanda che sono già state o saranno in futuro cedute a Sua Maestà, il potere e l’autorità di invitare i capi confederati e indipendenti della Nuova Zelanda a convenire sui seguenti articoli e condizioni. |

| Māori | Traduzione |
| --- | --- |
| KO WIKITORIA te Kuini o Ingarani i tana mahara atawai ki nga Rangatira me nga Hapu o Nu Tirani i tana hiahia hoki kia tohungia ki a ratou o ratou rangatiratanga me to ratou wenua, a kia mau tonu hoki te Rongo ki a ratou me te Atanoho hoki kua wakaaro ia he mea tika kia tukua mai tetahi Rangatira – hei kai wakarite ki nga Tangata maori o Nu Tirani – kia wakaaetia e nga Rangatira Maori te Kawanatanga o te Kuini ki nga wahikatoa o te wenua nei me nga motu – na te mea hoki he tokomaha ke nga tangata o tona Iwi Kua noho ki tenei wenua, a e haere mai nei. Na ko te Kuini e hiahia ana kia wakaritea te Kawanatanga kia kaua ai nga kino e puta mai ki te tangata Maori ki te Pakeha e noho ture kore ana. Na kua pai te Kuini kia tukua a hau a Wiremu Hopihona he Kapitana i te Roiara Nawi hei Kawana mo nga wahi katoa o Nu Tirani e tukua aianei amua atu ki te Kuini, e mea atu ana ia ki nga Rangatira o te wakaminenga o nga hapu o Nu Tirani me era Rangatira atu enei ture ka korerotia nei. | Vittoria, Regina d’Inghilterra, nell’interesse di proteggere i capi e le sottotribù della Nuova Zelanda e desiderosa che essi mantengano il proprio comando e le proprie terre, nonché di preservare la pace e l’ordine, ritiene giusto nominare un amministratore il quale negozierà con il popolo della Nuova Zelanda al fine di ottenere il consenso dei suoi capi a che venga stabilito il governo della Regina su ogni parte di queste terre e (contigue) isole, anche in considerazione del fatto che molti dei suoi sudditi già risiedono in queste terre e che altri ne seguiranno. Pertanto la Regina desidera stabilire un governo affinché né maori né europei patiscano alcun male a causa dell’assenza di legge. A tale scopo la Regina ha nominato me, William Hobson, Capitano della Regia Marina, Governatore di tutte le parti della Nuova Zelanda, (sia quelle) in procinto di essere ricevute dalla Regina e (quelle) che ella riceverà in seguito, e offre ai capi della Confederazione, ai capi delle sottotribù della Nuova Zelanda e agli altri capi le seguenti leggi. |

### Articolo Primo
La versione inglese riconosce alla Corona "assolutamente e senza riserve tutti i diritti e i poteri della sovranità" sulla Nuova Zelanda; nella versione maori, i capi māori concedono alla Regina "te kawanatanga katoa", ossia il governo sulle loro terre. Il concetto di "sovranità", tradotto con kawanatanga, non corrisponde allo stesso significato in inglese: nelle dispute sorte su questa interpretazione, i capi tribù hanno sostenuto che il Trattato permetteva di conservare la loro autorità e autonomia.
| Inglese | Traduzione |
| --- | --- |
| The Chiefs of the Confederation of the United Tribes of New Zealand and the separate and independent Chiefs who have not become members of the Confederation cede to Her Majesty the Queen of England absolutely and without reservation all the rights and powers of Sovereignty which the said Confederation or Individual Chiefs respectively exercise or possess, or may be supposed to exercise or to possess over their respective Territories as the sole sovereigns thereof. | I capi della Confederazione delle tribù unite della Nuova Zelanda e i capi separati e indipendenti che non hanno aderito alla Confederazione cedono a Sua Maestà la Regina d’Inghilterra in maniera assoluta e senza riserve tutti i diritti e poteri di sovranità che i suddetti capi, in Confederazione o indipendenti, rispettivamente esercitano o possiedono, o si può ritenere esercitino o possiedano, sui propri rispettivi territori come unici sovrani di essi. |

| Māori | Traduzione |
| --- | --- |
| Ko nga Rangatira o te wakaminenga me nga Rangatira katoa hoki ki hai i uru ki taua wakaminenga ka tuku rawa atu ki te Kuini o Ingarani ake tonu atu – te Kawanatanga katoa o o ratou wenua. | I capi della Confederazione e tutti i capi che non hanno aderito alla Confederazione concedono a titolo assoluto e imperituro alla Regina d’Inghilterra l’esclusivo governo sulle loro terre. |

### Articolo Secondo
Nel testo inglese viene garantito a singoli e tribù, se lo desiderano, il "pieno, esclusivo e indisturbato possesso delle loro terre, possedimenti, foreste, zone di pesca e altre proprietà". Di contro, viene affermato il diritto esclusivo di prelazione delle terre da parte della Corona e dei suoi delegati.
Nel testo māori, il secondo articolo conferma agli hapū (tribù) la proprietà delle terre, dei villaggi e tutto ciò che risulta per loro prezioso (taonga), includendo non solo oggetti materiali, ma anche astratti, come la lingua, la cultura o i luoghi ritenuti sacri. Tuttavia, mentre il testo inglese assegna alla Corona il diritto esclusivo di acquisto delle terre, in quello maori vi è solo l'impegno da parte dei capi di vendere ai britannici le proprie terre ad un prezzo concordato. Il termine "prelazione" è stato tradotto con hokonga, che significava semplicemente "comprare, vendere o commerciare". Molti Māori dichiararono in seguito di aver interpretato che alla Corona dovesse essere riservata solo la prima opzione di vendita, e non il diritto esclusivo.
| Inglese | Traduzione |
| --- | --- |
| Her Majesty the Queen of England confirms and guarantees to the Chiefs and Tribes of New Zealand and to the respective families and individuals thereof the full exclusive and undisturbed possession of their Lands and Estates Forests Fisheries and other properties which they may collectively or individually possess so long as it is their wish and desire to retain the same in their possession; but the Chiefs of the United Tribes and the individual Chiefs yield to Her Majesty the exclusive right of Preemption over such lands as the proprietors thereof may be disposed to alienate at such prices as may be agreed upon between the respective Proprietors and persons appointed by Her Majesty to treat with them in that behalf. | Sua Maestà la Regina d’Inghilterra conferma e garantisce ai capi e alle tribù della Nuova Zelanda e alle rispettive famiglie e singoli individui il pieno, esclusivo e indisturbato possesso delle loro terre, possedimenti, foreste, zone di pesca e altre proprietà delle quali abbiano possesso collettivamente o individualmente purché essi vogliano e desiderino mantenerne il possesso; tuttavia i capi delle tribù unite e i capi singoli cedono a Sua Maestà il diritto esclusivo di prelazione su quelle terre delle quali i proprietari fossero inclini ad alienare a un prezzo concordato tra i rispettivi proprietari e le persone nominate da Sua Maestà ai fini di trattare con loro in sua vece. |

| Māori | Traduzione |
| --- | --- |
| Ko te Kuini o Ingarani ka wakarite ka wakaae ki nga Rangitira ki nga hapu – ki nga tangata katoa o Nu Tirani te tino rangatiratanga o o ratou wenua o ratou kainga me o ratou taonga katoa. Otiia ko nga Rangatira o te wakaminenga me nga Rangatira katoa atu ka tuku ki te Kuini te hokonga o era wahi wenua e pai ai te tangata nona te Wenua – ki te ritenga o te utu e wakaritea ai e ratou ko te kai hoko e meatia nei e te Kuini hei kai hoko mona. | La Regina d’Inghilterra acconsente a proteggere i capi, le sottotribù e tutto il popolo della Nuova Zelanda nel pieno esercizio del loro comando sulle proprie terre, villaggi e tutti i loro tesori. Da parte loro i capi della Confederazione e tutti i capi si impegnano a vendere terra alla Regina a un prezzo concordato tra la persona che la possiede e la persona acquirente (quest’ultima) nominata dalla Regina quale proprio agente d’acquisto. |

### Articolo terzo e Conclusione
L'ultima parte del trattato estende ai popoli māori i diritti e i privilegi dei sudditi britannici. Per quanto riguarda la traduzione, per quest'ultima parte non sono state sollevate controversie.
| Inglese | Traduzione |
| --- | --- |
| In consideration thereof Her Majesty the Queen of England extends to the Natives of New Zealand Her royal protection and imparts to them all the Rights and Privileges of British Subjects. (signed) William Hobson, Lieutenant-Governor. Now therefore We the Chiefs of the Confederation of the United Tribes of New Zealand being assembled in Congress at Victoria in Waitangi and We the Separate and Independent Chiefs of New Zealand claiming authority over the Tribes and Territories which are specified after our respective names, having been made fully to understand the Provisions of the foregoing Treaty, accept and enter into the same in the full spirit and meaning thereof in witness of which we have attached our signatures or marks at the places and the dates respectively specified. Done at Waitangi this Sixth day of February in the year of Our Lord one thousand eight hundred and forty. | In considerazione di quanto detto, Sua Maestà la Regina d’Inghilterra estende ai nativi della Nuova Zelanda la Sua regale protezione e conferisce loro tutti i diritti e privilegi dei sudditi britannici. [firmato] William Hobson, Vice Governatore. Ora pertanto noi, capi della Confederazione delle tribù unite della Nuova Zelanda, qui riuniti a congresso a Victoria presso Waitangi e noi capi separati e indipendenti della Nuova Zelanda, rivendicando autorità sulle tribù e i territori specificati dopo i nostri rispettivi nomi, messi in condizione di comprendere appieno le condizioni del trattato di cui sopra, ne accettiamo e condividiamo il pieno spirito e significato, a testimonianza della qual cosa abbiamo apposto le nostre firme o i nostri segni nei luoghi e nelle date rispettivamente specificati. Fatto a Waitangi nel giorno sei di febbraio nell’anno del Signore milleottocentoquaranta. |

| Māori | Traduzione |
| --- | --- |
| Hei wakaritenga mai hoki tenei mo te wakaaetanga ki te Kawanatanga o te Kuini – Ka tiakina e te Kuini o Ingarani nga tangata maori katoa o Nu Tirani ka tukua ki a ratou nga tikanga katoa rite tahi ki ana mea ki nga tangata o Ingarani. (firmato) William Hobson, Consul and Lieutenant-Governor. Na ko matou ko nga Rangatira o te Wakaminenga o nga hapu o Nu Tirani ka huihui nei ki Waitangi ko matou hoki ko nga Rangatira o Nu Tirani ka kite nei i te ritenga o enei kupu, ka tangohia ka wakaaetia katoatia e matou, koia ka tohungia ai o matou ingoa o matou tohu. Ka meatia tenei ki Waitangi i te ono o nga ra o Pepueri i te tau kotahi mano, e waru rau e wa te kau o to tatou Ariki. | Per questa intesa qui concordata riguardo al governo della Regina, la Regina d’Inghilterra proteggerà tutta la gente comune della Nuova Zelanda e darà ad essa gli stessi diritti e doveri di cittadinanza del popolo d’Inghilterra. (firmato) William Hobson, Console e Vice Governatore. Quindi noi, capi della Confederazione delle sottotribù della Nuova Zelanda riuniti qui a Waitangi, presa visione della forma di queste parole, le accettiamo e sottoscriviamo con i nostri nomi e i nostri segni. Fatto a Waitangi il sei di febbraio nell’anno del Signore milleottocentoquaranta. |

### Firme successive
Il consenso unanime dei māori al Trattato non era stato richiesto esplicitamente dal governo britannico, e Hobson era quindi disposto ad accettare anche solo l'approvazione della maggioranza. Egli riteneva fondamentale che venisse sottoscritto, in quanto il Trattato avrebbe sancito il riconoscimento dei diritti sovrani della corona britannica sulla parte settentrionale della Nuova Zelanda. Tuttavia, le firme raccolte a Waitangi non rappresentavano il nord nel suo insieme, poiché quel giorno molti dei capi di rango più alto non avevano firmato.  Per facilitare la raccolta di altre firme nel resto del paese e nell'intento di preservare l'originale del trattato, ne vennero create altre otto copie, ritenute da Hobson ratificazioni e conferme del documento già sottoscritto. Il nome di ogni copia è collegato alle zone del paese in cui venne distribuita:
- The Manukau Kawhia Treaty Sheet -  zona tra il porto di Manukau e Kāwhia;
- The Waikato-Manukau Treaty - zona tra Manukau e Waikato;
- The Printed Sheet - è considerata un'aggiunta della copia sopracitata;
- The Tauranga Treaty Sheet - zona tra Rotorua e Taupō;
- Bay of Plenty Treaty Sheet - zona tra Ōpōtiki, Te Kaha, Tōrere e Whakatāne;
- The Herald Bunbury Treaty Sheet - zona tra il porto di Coromandel, Mercury Island, Akaroa, Ruapuke;
- The Henry Williams Treaty Sheet - zona tra Ōtaki, Waikanae, Wanganui, Wellington, Gisborne e d'Urville Island;
- The East Coast Treaty Sheet - zona tra Napier e Tūranga.[37]

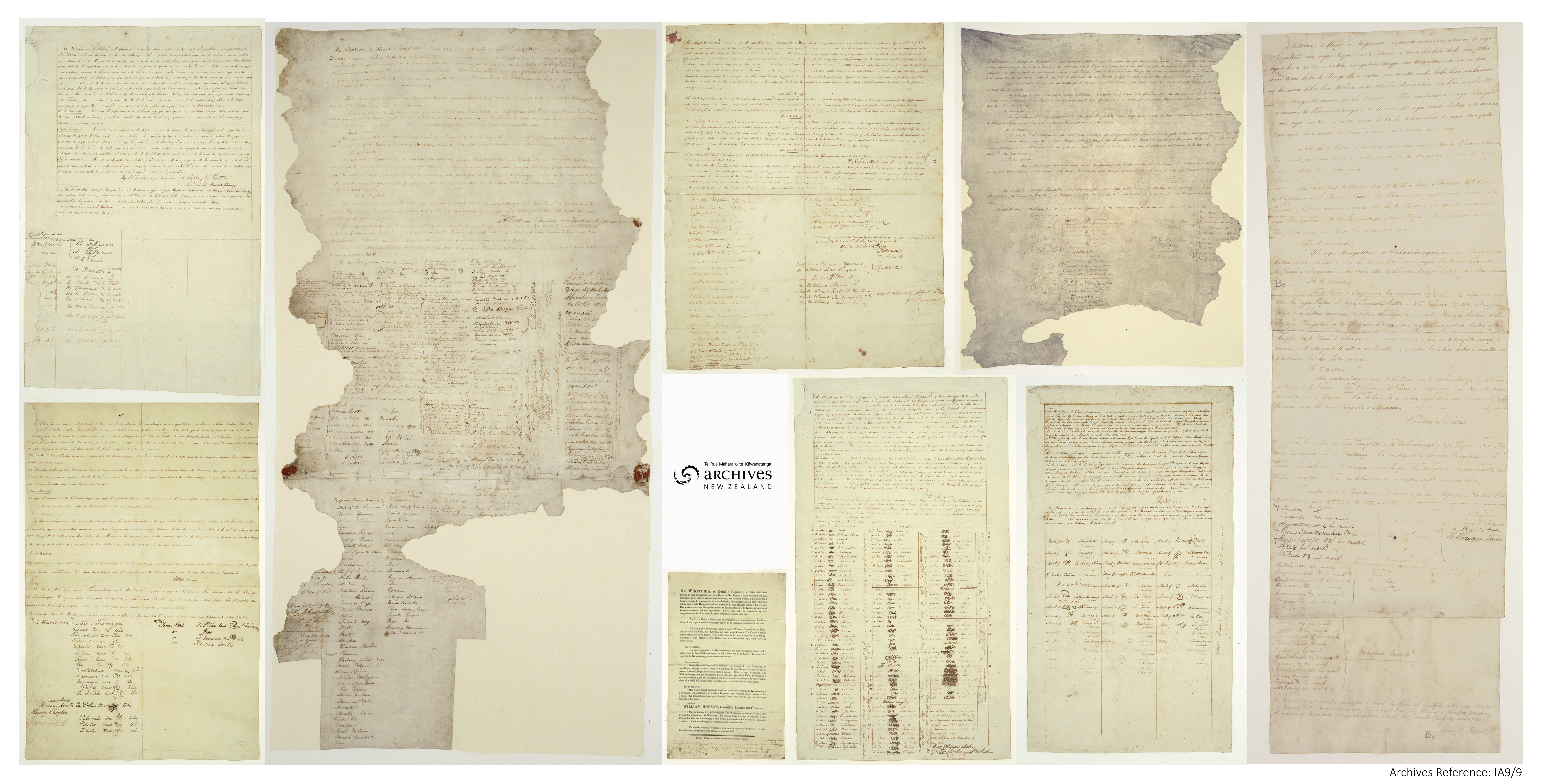
Le nove copie che compongono il trattato di Waitangi.

A causa di un sopraggiunto ictus, Hobson non poté raccogliere personalmente altre adesioni. Vennero incaricati a tal fine alcuni missionari ed ufficiali che tra il febbraio ed il settembre del 1840 raccolsero più di 500 firme, comprese quelle di una decina di capi tribù donne. Altre tribù non diedero il loro consenso ed alcuni di questi capi non firmatari di Waikato e dell'Isola del Nord Centrale, in seguito formarono una sorta di confederazione antigovernativa, ed elessero un monarca chiamato Kīngitanga, "il movimento del re". Mentre le copie venivano spostate nel paese per dare a quanti più capi tribù possibile l'opportunità di firmare, alcune si persero, specialmente nell'Isola del Sud, dove le condizioni atmosferiche avverse impedirono di raggiungere Otago o Stewart Island. Il consenso al trattato fu unanime in Kaitaia, così come forse nella regione di Wellington a Whanganui.
Il 21 maggio 1840, il Governatore Hobson proclamò la sovranità su tutto il paese - l'Isola del Nord in base al Trattato e l'Isola del Sud grazie alla scoperta di Cook - e la Nuova Zelanda il 16 novembre 1840 venne dichiarata una colonia separata dal Nuovo Galles del Sud. Al governo britannico fu comunicato che l'Isola del Nord era stata ceduta con "adesione unanime"; l'Isola del Sud venne invece annessa sulla base della scoperta di Cook e dello "stato incivile dei nativi" ricordato da Hobson in una sua dichiarazione. Egli omise anche di riferire che la versione Māori del Trattato era sostanzialmente diversa da quella inglese, e riportò che entrambe le versioni avevano ricevuto 512 firme, mentre la maggioranza di queste erano state riportate sulle copie Māori inviate in tutto il paese. La singola copia inglese venne sottoscritta solamente da 39 capi. Basandosi su queste informazioni, il 2 ottobre 1840, l'ufficio coloniale approvò la proclamazione di Hobson, nonostante vaste aree dell'Isola del Nord non avessero dato la loro adesione. Non vi furono ripensamenti neanche in seguito, quando le relazioni successive rivelarono maggiori dettagli sulle inadeguatezze dei negoziati del trattato.

## Anni successivi al trattato e istituzione del Waitangi Tribunal
Negli anni Cinquanta del XIX secolo, facendo leva sulla parte del Trattato che garantiva il mantenimento del rangatiratanga (l'autonomia o autorità del capo tribù nella propria area), e nel tentativo di porre fine all'alienazione delle terre dei nativi minacciati dall'aumento della popolazione dei coloni, si affermò il Movimento Re Māori (Kīngitanga), che intendeva unire i māori sotto un unico sovrano. Questi era chiamato a svolgere un ruolo simile a quello della regina Vittoria, consentendo ai maori di trattare con i coloni europei e il Governatore su un piano di parità. Da parte britannica, il trattato venne invece usato per accusare il movimento di ribellione contro la Corona. Fu questo il pretesto per invadere le terre nelle parti orientali dell'Isola del Nord, dove vennero confiscate vaste aree nelle regioni di Waikato e Taranaki. Dopo la loro sconfitta a Ōrākau nel 1864, le forze di Kīngitanga si ritirarono in una foresta nell'Isola del Nord che divenne nota come il Paese dei Re.
I conflitti armati tra il nuovo governo coloniale neozelandese ed i Māori, avvenuti tra il 1845 ed il 1872, divennero noti come le Guerre della Nuova Zelanda, o guerre maori. Si conclusero con la vittoria dell'impero britannico, che punì gli oppositori sequestrando ingenti quantità di terreni per coprire le spese di guerra e decimando la popolazione nativa.
Nel periodo successivo alle Guerre māori, il governo neozelandese espresse la volontà di ignorare il Trattato: una sentenza del 1877 dichiarò che esso era nullo dal punto di vista giuridico, perché non era stato incorporato nella legislazione interna del paese: gli interessi dei Pākehā (denominazione māori per i britannici, o comunque non-māori) veniva anteposti a quelli della popolazione nativa. Alla fine del secolo quasi tutta la terra era stata venduta: solo due milioni di ettari erano rimasti in possesso ai Māori.
Tra il 1960 e il 1970 riemersero movimenti di protesta da parte della popolazione māori, che incluse tra le varie rivendicazioni la richiesta di rendere lingua ufficiale la propria lingua madre. La questione cruciale considerata dal Tribunale era se una lingua potesse essere considerata un "tesoro", ovvero taonga, e quindi protetta dal Trattato, come stabilito nel secondo articolo.
In risposta alle numerose proteste e petizioni, nel 1975 il Treaty of Waitangi Act istituì il Waitangi Tribunal (in Māori Te Rōpū Whakamana i te Tiriti o Waitangi), una commissione permanente di inchiesta incaricata di interpretare il trattato, di indagare sulle sue violazioni da parte della Corona britannica o dei suoi delegati, e di suggerire mezzi di ricorso. Nella maggior parte dei casi le raccomandazioni del Tribunale non sono state vincolanti per la Corona. Originariamente il mandato era limitato a rivendicazioni su controversie nate dopo l'istituzione del tribunale, ma dal 1985 vennero incluse anche le rivendicazioni storiche, sorte fin dalla sottoscrizione del trattato, nel 1840.
L'anno successivo all'estensione del mandato del tribunale, il trattato venne menzionato e incorporato, seppur in modo parziale e indiretto, nella Legge sulle proprietà statali del 1986, lo State Owned Enterprises Act. La sezione 9 della legge recita "Nulla nella presente legge consente alla Corona di agire in modo incoerente con i principi del Trattato di Waitangi". La questione sollevata da questa legge era se il trasferimento di terreni e di altre attività a imprese di proprietà statale potesse avvenire senza considerare gli obblighi della Corona nei confronti di Māori stabiliti dal trattato di Waitangi. La legge fu impugnata in tribunale nel 1987, ed il giudizio della causa New Zealand Maori Council v Attorney-General permise la definizione dei "Principi del Trattato"; la proposta della vendita di beni pubblici venne ritenuta in violazione di questa clausola. Ciò permise ai tribunali di prendere in considerazione le azioni della Corona in termini di conformità con il trattato e stabilì il principio che, se il trattato veniva ampiamente citato in un atto legislativo, esso doveva prevalere su altre parti, qualora esse entrassero fra di loro in conflitto. I "Principi del Trattato" divennero un tema comune nella politica contemporanea della Nuova Zelanda e nel 1989 il quarto governo laburista rispose adottando i Principi per l'azione della Corona sul Trattato di Waitangi, un elenco simile di principi a quello stabilito nel caso giudiziario del 1987.
Il fondatore del New Zealand First Party, Winston Peters, condusse una campagna per la rimozione dei riferimenti al Trattato di Waitangi, ma anche se i riferimenti al trattato fossero stati rimossi dalla legislazione, il trattato avrebbe potuto ancora essere giuridicamente rilevante, come dimostra il caso New Zealand Māori Council v Attorney General (1990), riguardante le radiofrequenze FM, che coinvolgono la questione della proprietà dello spettro radio e la protezione della lingua Māori.
Durante gli anni Novanta c'è stato un ampio accordo tra i principali partiti politici neozelandesi sulla fondatezza delle storiche rivendicazioni maori. Tuttavia, tra la fine degli anni '90 e l'inizio del 2000 diverse personalità politiche fra cui l'ex leader del Partito Nazionale Don Brash nel suo "Discorso di Orewa" del 2004, hanno denunciato l'esistenza di un'"industria dei reclami" del Trattato di Waitangi, che consentirebbe a molti maori di trarre profitto da presunte violazioni del trattato.
Nel 2005 il politico Doug Woolerton ha proposto al Parlamento l'eliminazione dei principi del trattato. Un disegno di legge volto a rimuovere qualsiasi riferimento al trattato dalla legislazione neozelandese è stato appoggiato anche dal tredicesimo vice primo ministro Winston Peters, ma tale proposta nel novembre 2007 non ha superato la seconda lettura.
Uno studio nel 2008 ha rivelato che tra i 2700 votanti neozelandesi, il 37,4% voleva che il trattato venisse rimosso dalla legislazione della Nuova Zelanda, il 19,7% era neutrale e il 36,8% voleva che il trattato venisse rispettato; il 39,7% concordò che i māori meritassero un risarcimento, il 15,7% si astenne, il 41,2% espresse il suo disaccordo.
Sebbene il Trattato non faccia parte della Costituzione e della legislazione nazionale neozelandese, è tuttavia considerato il documento fondatore della Nuova Zelanda.